# Festival international du film de Toronto 1990
Le Festival international du film de Toronto 1990 est la 15e édition du festival. Il s'est déroulé du 6 au 15 septembre 1990.

## Awards
| Prix,                        | Film               | Réalisateur         |
| ---------------------------- | ------------------ | ------------------- |
| People's Choice Award        | Cyrano de Bergerac | Jean-Paul Rappeneau |
| Best Canadian Feature Film   | H (en)             | Darrell Wasyk (en)  |
| Best Canadian Short Film     | Shaggie            | Janis Cole          |
| International Critics' Award | Un ange à ma table | Jane Campion        |

## Programme

### Gala Presentation
- Cyrano de Bergerac de Jean-Paul Rappeneau
- Un ange à ma table de Jane Campion
- Portes ouvertes de Gianni Amelio
- La Fille aux allumettes de Aki Kaurismäki
- Le Mystère von Bülow de Barbet Schroeder
- Les Arnaqueurs de Stephen Frears
- Les Frères Krays de Peter Medak
- ¡Ay, Carmela! de Carlos Saura
- Rosencrantz et Guildenstern sont morts de Tom Stoppard
- Hot Spot de Dennis Hopper
- The Reflecting Skin de Philip Ridley
- Szürkület de György Fehér (hu)
- Paris by Night de David Hare
- Le Procès du roi de João Mário Grilo
- Conte de printemps d'Éric Rohmer
- Chasseur blanc, cœur noir de Clint Eastwood
- Le Chemin de la liberté (The Long Walk Home) de Richard Pearce
- Storia di ragazzi e di ragazze de Pupi Avati

### Canadian Perspective
- H (en) de Darrell Wasyk (en)
- Shaggie de Janis Cole

### Midnight Madness
- Deux yeux maléfiques de George A. Romero & Dario Argento
- Re-Animator 2 de Brian Yuzna
- Hardware de Richard Stanley
- My Degeneration de Jon Moritsugu
- Sanctuaire de Michele Soavi
- Frankenhooker de Frank Henenlotter
- Def by Temptation (en) de James Bond III
- Les Feebles de Peter Jackson
- Tetsuo de Shinya Tsukamoto

### Documentaires
- Resident Alien (en) de Jonathan Nossiter
- Step Across the Border de Nicolas Humbert et Werner Penzel